# Breg pri Litiji
Breg pri Litiji je naselje v Občini Litija. Gručasto naselje Breg leži v Litijski kotlini na desnem bregu Save na nadmorski višini 245 m. Leta 2010 je v »zgornji in spodnji« vasi živelo nekaj preko 400 prebivalcev. Naselje se stika z drugim naseljem Tenetiše s katerim ga združuje skupen gasilski dom. Obrobno hribovje na vzhodu predstavlja Adamček, nad Zagorico (v smeri Šmartnega) pa Cvingar.
Pomembna dejavnost vaščanov je živinoreja, zaposleni pa delajo v bližnjem Šmartnem, Litiji, Ljubljani in ostalih okoliških krajih. Približno 20 prebivalcev je samostojnih podjetnikov. Od leta 1990 dalje se je zgradilo veliko novih stanovanjskih hiš vas pa je pričela dobivati novo podobo. Naselji Breg in Tenetiše se držita skupaj, zato si delita že omenjeni gasilski dom, ki stoji tam, »kjer se konča Breg in se začno Tenetiše«. Dom je bil zgrajen leta 1956 gradili pa so ga vaščani obeh vasi, ki tudi danes sodelujejo v prostovoljnem gaseilskem društvu. Obe vasi sta bili pred ustanovitvijo občine Šmartno pri Litiji del krajevne skupnosti Jablanška dolina, danes pa so Breg, Tenetiše in Zagorica samostojna krajevna skupnost v občini Litija. 

## Zgodovina
Naselje omenja že Valvasor z besedami: »Breg je tik ob Savi blizu Litije in povečini stanujejo tam ribiči.« Do zgraditve železnice leta 1849 je bila na Bregu ladjarska postaja.
Kot tudi drugod po Sloveniji so se v času prve svetovne vojne prebivalci izseljevali ter s paketi pomagali tisti, ki so ostali. Med obema vojnama so se zaradi furmanstva in splavarstva razvile številne obrti in gostilne. Prebivalci so se ukvarjali s kolarstvom, čevljarstvom, zidarstvom,opekarstvom, mizarstvom, kovaštvom, mlinarstvom, žagarstvom, krojaštvom, žganjekuho in gostilnstvom.Furmanstvo se je še dolgo obdržalo praktično vsaka kmetija je premogla konja, ki je s prevažanjem peska, premoga iz železniške postaje na domove, lesa prinašal dodatni zaslužek kmetiji. Proti Litiji se je do železnice vila dolga kolona furmanskih konjev s tovorom.
Gasilke veselice in delovne akcije so povezovale ljudi. Dobivali so se, ko so pripravljali veselico ali ob »udarniških« delavskih akcijah. Sicer so se ljudje držali bolj vsak k sebi in se menda prepirali, predvsem zaradi meja in zemlje. Zaradi želje po povečevanju posesti na račun soseda se jih je v šali prijelo ime »Brške lakote«.

## Znamenitosti

### Cerkev sv. Katarine na Bregu
Cerkev sv. Katarine je stara okoli 800 let stala pa naj bi na lokaciji, kjer naj bi prvotno stala kapela grmaških graščakov.Gre za najstarejšo cerkev na območju občine Litija. Cerkev na Bregu je prvič omenjena v 16. stoletju. Prvotno je bila posvečena sv. Kozmi in Damijanu, ki sta bila zdravnika. Po ljudskem izročilu naj bi potovala ravno mimo Brega. Ljudje so ju častili kot zavetnika proti kužnim boleznim in koleri. Ker zoper kužne bolezni ni bilo učinkovitih zdravil, so romarji po zaščito prihajali v cerkev na Bregu.
V gotskem stilu zgrajena cerkev je bila v 18. stoletju prenovljena – nastali so trije baročni oltarji. Od kdaj je zavetnica cerkve Sv. Katarina, ni znano. Upodobljena je v glavnem oltarju z lesenim kolesom in palmovo vejo v roki. Poleg nje stoji sv. Helena, ki je našla Jezusov križ, in sv. Neža. Slika sv. Janeza Nepomuka krasi desni stranski oltar z dvema misijonarjema, ki sta zbirala denar za odkup in osvoboditev  sužnjev.  Na levem stranskem oltarju  je slika sv. Frančiška Ksaverija, ob strani stojita zdravnika sv. Kozma in Damijan. Stranska oltarja sta starejša in večje umetniške vrednosti od glavnega. Zanimivo je, da so kipi glavnih svetnikov v vseh oltarijh skriti za njihovimi slikami. Vzrok za to je v preteklosti verjetno iskati v večji umetniški vrednosti slik na stranskih oltarijh. Stranska oltarja sta najbolj potrebna obnove, še posebej obe niši s kipoma. Cerkev je zidana iz kamna. Notranjost je bila zato vedno vlažna, po stenah se je zaradi vlage nabiral mah. Vaščani so cerkev že večkrat obnavljali. Je ena izmed 35-ih cerkva posvečenih sv. Katarini, ki je tudi med najbolj pogosto upodobljenimi svetnicami.

### Zbirka savskih prodnikov na Bregu pri Litiji
Od leta 2008 se v vaškem gasilskem domu nahaja stalna razstava Savskih prodnikov, ki je edinstvena v našem prostoru. Razstavljenih je več kot 300 značilnih in edinstvenih primerkov kamnin iz bogate geološke dediščine porečja reke Save. Poimenovani primerki v 12 vitrinah so razvrščeni po načinu in okolju svojega nastanka. Življenjske zgodbe prodnikov so iz njih brali Uroš Herlec, Alojz Županec, Mirko Dolinšek in Miha Jeršek, avtorji razstave.

### Toplarji
Pod vasjo Breg so kar trije toplarji/dvojni kozolci, ki so bili najverjetneje zgrajeni sredi 19. stoletja, a še danes pričajo o izjemnih tesarskih spretnostih prednikov. Njihova posebnost je bolj natančna obdelava, zgornji del kozolca je namreč zaprt z nekakšno leseno mrežo in portalom, tramove pa podpirajo lepo oblikovane konezole.